# Хуберсдорф
Ху́берсдорф (нем. Hubersdorf) — коммуна в Швейцарии, в кантоне Золотурн.
Входит в состав округа Леберн. Население составляет 669 человек (на 31 декабря 2007 года). Официальный код — 2548.